# Nowe Skalmierzyce (gmina)
Nowe Skalmierzyce (1934–1954 gmina Skalmierzyce Nowe) – gmina miejsko-wiejska w województwie wielkopolskim, w powiecie ostrowskim z siedzibą we wsi Skalmierzyce. W latach 1975–1998 gmina położona była w województwie kaliskim.
Według danych z 1 stycznia 2024 roku gmina liczyła 15 985 mieszkańców; zamieszkuje ją 9,9% ludności powiatu ostrowskiego.

## Położenie
Według danych z 1 stycznia 2024 roku powierzchnia gminy Nowe Skalmierzyce wynosiła 125,40 km².
Gmina położona jest we wschodniej części powiatu ostrowskiego na Wysoczyźnie Kaliskiej w dorzeczu rzeki Prosny w paśmie makroregionu Niziny Południowowielkopolskiej. Najniżej położony punkt na terenie gminy leży w dolinie Prosny w Lezionie (105,0 m n.p.m.), a najwyższy występuje na pograniczu z gminą Sieroszewice w pasie Śliwniki–Leziona (144–147 m n.p.m.). Pozostały obszar ukształtowania terenu gminy jest jednolity na poziomie 128–138 m n.p.m.

## Samorząd
Od 2018 roku burmistrzem gminy Nowe Skalmierzyce jest Jerzy Łukasz Walczak (Komitet Wyborczy Wyborców Jerzego Łukasza Walczaka; 2018).

## Historia
W wyniku reformy administracyjnej w Polsce (1975), utworzono gminę z miastem Nowe Skalmierzyce i 29 wsiami sołeckimi. W 1976 roku przyłączono ze zniesionej gminy Dobrzec sołectwa: Biskupice, Dobrzec, Sulisławice i Sulisławice Kolonia. W 2000 roku z inicjatywy mieszkańców z gminy odłączono wsie: Dobrzec, Sulisławice i Sulisławice Kolonia przyłączając je do Kalisza.

## Środowisko naturalne

### Lasy
W 2017 roku powierzchnia lasów na terenie gminy wynosiła 395 ha, co stanowi lesistość na poziomie 3,1%.

### Wody
- rzeka Ołobok (Biskupice Ołoboczne)
- rzeka Prosna (Leziona, Osiek, Śmiłów)
- rzeka Trzemna (Droszew, Gałązki Wielkie, Kurów, Pawłówek, Miedzianów)
- struga Ciemna (Kurów, Skalmierzyce, Śliwniki)
- struga Lipówka (Boczków, Chotów, Gniazdów, Gostyczyna, Leziona, Mączniki, Nowe Skalmierzyce, Węgry)
- struga Pokrzywnica (Biskupice)

### Obszary chronione
- obszar chronionego krajobrazu doliny Prosny, Ołoboku i południowej części doliny Ciemnej o całkowitej powierzchni 838 ha, występuje tu m.in. obszar gnieżdżenia się derkacza[4].

## Zabytki i miejsca historyczne
| Miejscowość         | Nazwa                                                                        | Wybudowany    | Zdjęcie | Wpis do rejestru zabytków   |
| ------------------- | ---------------------------------------------------------------------------- | ------------- | ------- | --------------------------- |
| Nowe Skalmierzyce   | Neogotycki dworzec kolejowy (ul. Kolejowa 19)                                | 1905–1906     |         | 1017/Wlkp/A z 4.01.2017     |
| Nowe Skalmierzyce   | Stary dworzec kolejowy (Plac Wolności 3)                                     | 1895–1896     |         | brak                        |
| Nowe Skalmierzyce   | Budynek dawnej poczty kolejowej (ul. Kolejowa)                               | pocz. XX w.   |         | brak                        |
| Nowe Skalmierzyce   | Wieża ciśnień (ul. 29 Grudnia)                                               | 1913          |         | brak                        |
| Nowe Skalmierzyce   | Przepompownia (ul. 29 Grudnia)                                               | XX w.         |         | brak                        |
| Nowe Skalmierzyce   | Budynek parowozowni (ul. 29 Grudnia)                                         | XX w.         |         | zburzony w 2012             |
| Nowe Skalmierzyce   | Zabudowa ulicy Kolejowej                                                     | 1910          |         | brak                        |
| Nowe Skalmierzyce   | Zabudowa Placu Wolności                                                      | XIX/XX w.     |         | brak                        |
| Nowe Skalmierzyce   | Budynek szkoły (ul. Kaliska 52)                                              | 1909          |         | 706/A z 24.11.1994          |
| Nowe Skalmierzyce   | Kościół pw. Matki Bożej Nieustającej Pomocy wraz z plebanią (ul. Kaliska 43) | 1911–1913     |         | 727/A z 12.04.1996          |
| Nowe Skalmierzyce   | Kościół pw. Bożego Ciała (ul. 3 Maja)                                        | 1931–1932     |         | brak                        |
| Biskupice Ołoboczne | Kościół pw. św. Bartłomieja Apostoła (ul. Ostrowska 11)                      | 1726          |         | 908/A z 20.02.1970          |
| Chotów              | Dwór z parkiem krajobrazowym                                                 | 1 poł. XIX w. |         | 459 z 27.06.1989            |
| Droszew             | Kościół pw. Wszystkich Świętych                                              | 1783–1787     |         | 907/A z 19.05.1954          |
| Gałązki Małe        | Dwór                                                                         | 1903          |         | brak                        |
| Gostyczyna          | Kościół pw. św. Mikołaja                                                     | XVI/XVII w.   |         | 708/Wlkp/A z 10.09.2008     |
| Kotowiecko          | Zespół dworski                                                               | 1842          |         | 721/A z 20.12.1995          |
| Mączniki            | Spichlerz                                                                    | XIX w.        |         | brak                        |
| Miedzianów          | Dwór z parkiem                                                               | 1877          |         | 1696/A z 4.04.1975          |
| Ociąż               | Wczesnośredniowieczne grodzisko                                              | IX–XI w.      |         | brak                        |
| Ociąż               | Kościół Narodzenia NMP                                                       | 1785–1786     |         | kl.IV-73/63/54 z 19.05.1954 |
| Osiek               | Dwór                                                                         | 1844          |         | 622/A z 24.06.1991          |
| Skalmierzyce        | Zespół kościoła parafialnego pw. św. Katarzyny Aleksandryjskiej              | 1791          |         | 889/Wlkp/A z 25.03.2013     |
| Śliwniki            | Neoromański spichrz                                                          | 1849          |         | 1548/A z 4.07.1974          |
| Śliwniki            | Pałac Niemojowskich                                                          | 1848–1850     |         | 1412/A z 1.03.1973          |
| Śmiłów              | Park dworski                                                                 | XIX w.        |         | 738/A z 20.10.1997          |
| Węgry               | Dwór                                                                         | 1 poł. XIX w. |         | 581/A z 18.03.1992          |

## Demografia

### Ludność
| Liczba mieszkańców gminy Nowe Skalmierzyce według danych GUS | Liczba mieszkańców gminy Nowe Skalmierzyce według danych GUS | Liczba mieszkańców gminy Nowe Skalmierzyce według danych GUS | Liczba mieszkańców gminy Nowe Skalmierzyce według danych GUS | Liczba mieszkańców gminy Nowe Skalmierzyce według danych GUS |
| Rok (stan na 1 stycznia)                                     | Liczba ludności                                              | Przyrost                                                     | Gęst. zaludnienia [os./km²]                                  | Powierzchnia [km²]                                           |
| ------------------------------------------------------------ | ------------------------------------------------------------ | ------------------------------------------------------------ | ------------------------------------------------------------ | ------------------------------------------------------------ |
| 2012                                                         | 15 172                                                       | –                                                            | 121                                                          | 125,42                                                       |
| 2013                                                         | 15 163                                                       | 9                                                            | 121                                                          | 125,42                                                       |
| 2014                                                         | 15 140                                                       | 23                                                           | 121                                                          | 125,42                                                       |
| 2015                                                         | 15 246                                                       | 106                                                          | 122                                                          | 125,42                                                       |
| 2016                                                         | 15 264                                                       | 18                                                           | 122                                                          | 125,42                                                       |
| 2017                                                         | 15 333                                                       | 64                                                           | 122                                                          | 125,42                                                       |
| 2018                                                         | 15 430                                                       | 97                                                           | 123                                                          | 125,42                                                       |
| 2019                                                         | 15 478                                                       | 48                                                           | 123                                                          | 125,42                                                       |
| 2020                                                         | 15 563                                                       | 85                                                           | 124                                                          | 125,42                                                       |
| 2021                                                         | 15 625                                                       | 62                                                           | 125                                                          | 125,42                                                       |
| 2024                                                         | 15 985                                                       | 360                                                          | 127                                                          | 125,40                                                       |

| Wskaźnik maskulinizacji (stan na 1 stycznia 2021) | Wskaźnik maskulinizacji (stan na 1 stycznia 2021) | Wskaźnik maskulinizacji (stan na 1 stycznia 2021) | Wskaźnik maskulinizacji (stan na 1 stycznia 2021) | Wskaźnik maskulinizacji (stan na 1 stycznia 2021) |
| Opis                                              | Ogółem                                            | Ogółem                                            | Kobiety                                           | Mężczyźni                                         |
| ------------------------------------------------- | ------------------------------------------------- | ------------------------------------------------- | ------------------------------------------------- | ------------------------------------------------- |
| populacja                                         | 15 625                                            | 100%                                              | 50,6%                                             | 49,4%                                             |

### Największe wsie w gminie Nowe Skalmierzyce
| Wieś | Wieś                | Ludność (2021) |
| ---- | ------------------- | -------------- |
| 1    | Skalmierzyce        | 2212           |
| 2    | Biskupice Ołoboczne | 1178           |
| 3    | Śliwniki            | 1135           |
| 4    | Ociąż               | 721            |
| 5    | Boczków             | 653            |

## Miejscowości

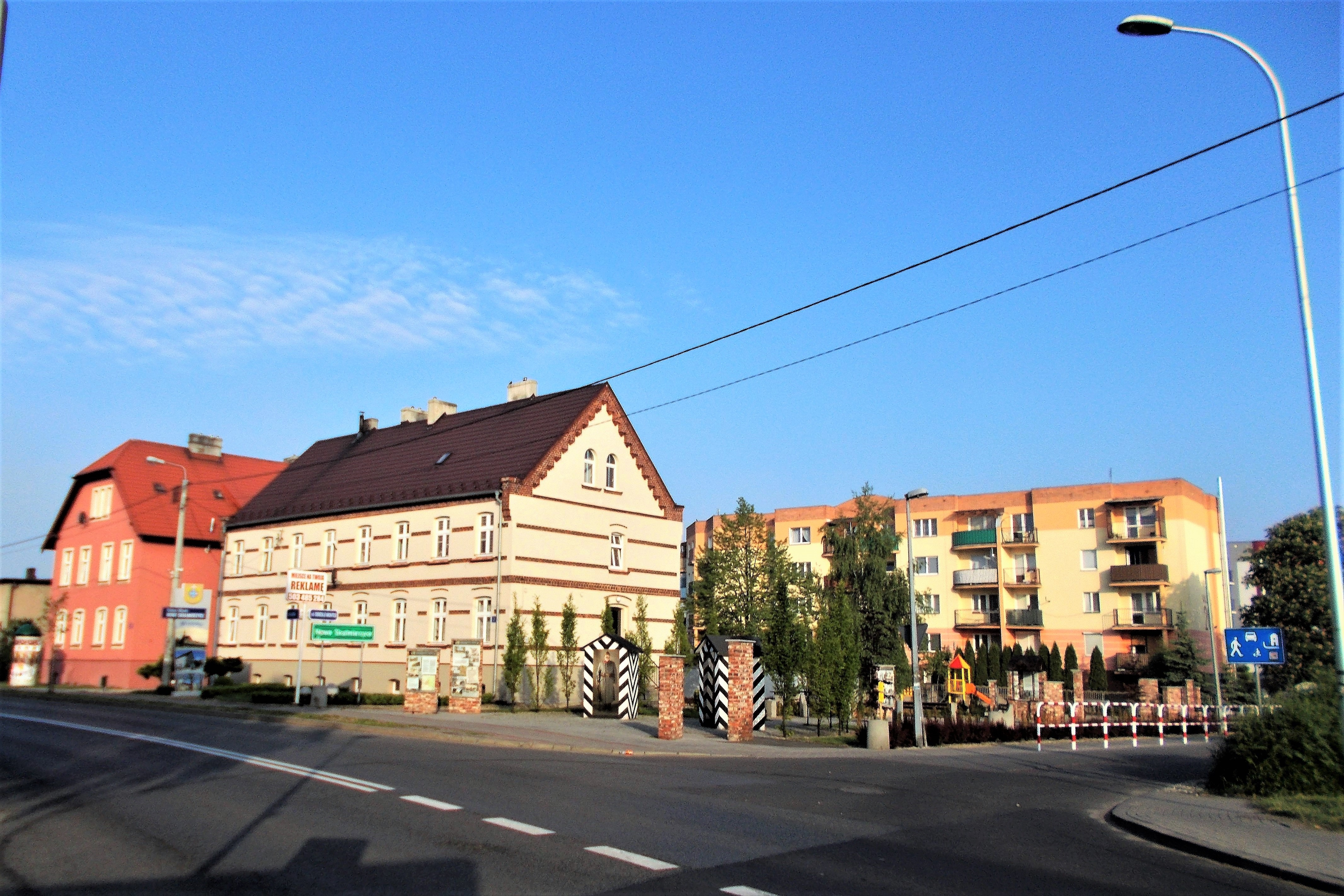
Nowe Skalmierzyce

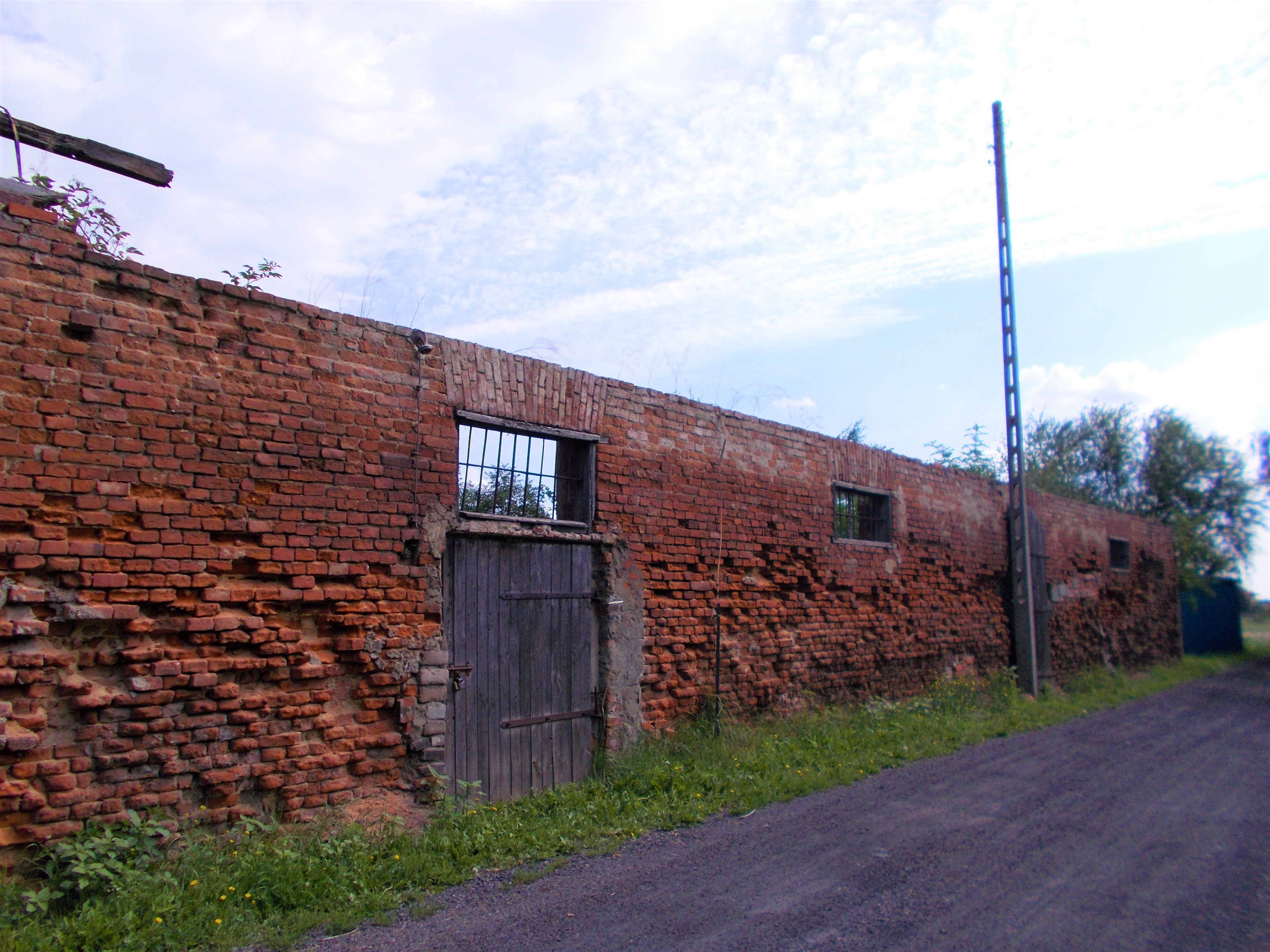
Podkoce, część wsi Mączniki (pozostałości dawnej obory)

| - Nowe Skalmierzyce | - Biskupice - Biskupice Ołoboczne - Boczków - Chotów - Droszew - Fabianów - Gałązki Małe - Gałązki Wielkie - Głóski - Gniazdów - Gostyczyna - Kościuszków - Kotowiecko - Kurów - Leziona - Mączniki - Miedzianów - Ociąż - Osiek, - Skalmierzyce - Strzegowa - Śliwniki - Śmiłów - Trkusów - Węgry - Żakowice | - Czachory - Kwiatkówek - Miedzianówek - Pawłówek - Cierniak - Glapiniec - Kowalówek - Pawłów - Podkoce - Zakrzewki - Eliżanki - Zabłocko - Zabory |

## Edukacja

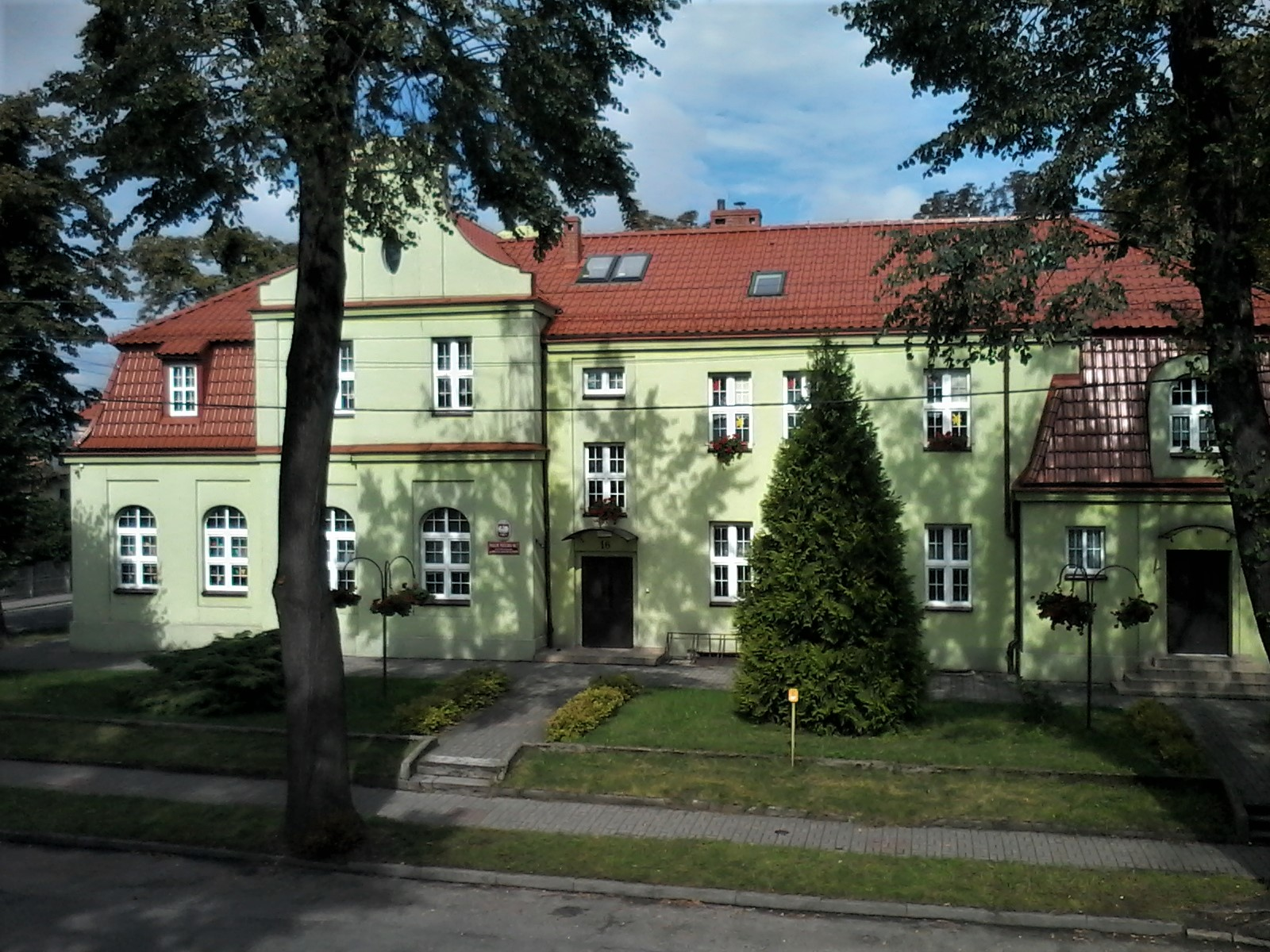
Publiczne Przedszkole nr 2 „Pod Kasztanami” w Nowych Skalmierzycach

| Placówki oświatowe na terenie gminy Nowe Skalmierzyce | Placówki oświatowe na terenie gminy Nowe Skalmierzyce             | Placówki oświatowe na terenie gminy Nowe Skalmierzyce |
| Placówka                                              | Nazwa                                                             | Adres                                                 |
| ----------------------------------------------------- | ----------------------------------------------------------------- | ----------------------------------------------------- |
| Żłobki                                                | Żłobek Gminny (funkcjonuje od 2015)                               | Nowe Skalmierzyce, ul. Generała Józefa Hallera 1      |
| Przedszkola                                           | Publiczne Przedszkole nr 1 „Jarzębinka”                           | Nowe Skalmierzyce, ul. Generała Józefa Hallera 1      |
| Przedszkola                                           | Publiczne Przedszkole nr 2 „Pod Kasztanami” (funkcjonuje od 1948) | Nowe Skalmierzyce, ul. Kolejowa 16                    |
| Przedszkola                                           | Publiczne Przedszkole                                             | Fabianów, ul. Szkolna 54                              |
| Przedszkola                                           | Publiczne Przedszkole                                             | Kotowiecko, ul. Kaliska 4                             |
| Szkoły podstawowe                                     | Szkoła Podstawowa im. Powstańców Wielkopolskich                   | Nowe Skalmierzyce, ul. Okólna 8                       |
| Szkoły podstawowe                                     | Szkoła Podstawowa im. Polskich Noblistów (funkcjonuje od 1909)    | Nowe Skalmierzyce, ul. Kaliska 52                     |
| Szkoły podstawowe                                     | Szkoła Podstawowa im. Orła Białego (funkcjonuje od 1840)          | Biskupice Ołoboczne, ul. Szkolna 7                    |
| Szkoły podstawowe                                     | Szkoła Podstawowa im. Marii Konopnickiej                          | Droszew 21                                            |
| Szkoły podstawowe                                     | Szkoła Podstawowa im. Janusza Korczaka                            | Kotowiecko, ul. Kaliska 4                             |
| Szkoły podstawowe                                     | Szkoła Podstawowa im. Jana Niepomucena Chrzana                    | Gostyczyna 48                                         |
| Szkoły podstawowe                                     | Szkoła Podstawowa im. Jana Pawła II w Ociążu                      | Fabianów, ul. Szkolna 56                              |
| Szkoły podstawowe                                     | Szkoła Podstawowa im. Adama Mickiewicza                           | Skalmierzyce, ul. Ostrowska 16                        |

## Gospodarka
Główne branże przemysłu to: meblowy, metalowy, rolno–spożywczy oraz działalność usługowo–handlowa. W 2017 roku na terenie gminy w rejestrze REGON zarejestrowanych było 1134 podmiotów gospodarczych; dochód gminy na jednego mieszkańca wynosił 4615 zł.
W 2019 dochody budżetu Gminy i Miasta Nowe Skalmierzyce wynosiły 84,1 mln zł, a wydatki 82,0 mln zł – nadwyżka budżetowa wynosiła 2,1 mln zł.

## Transport

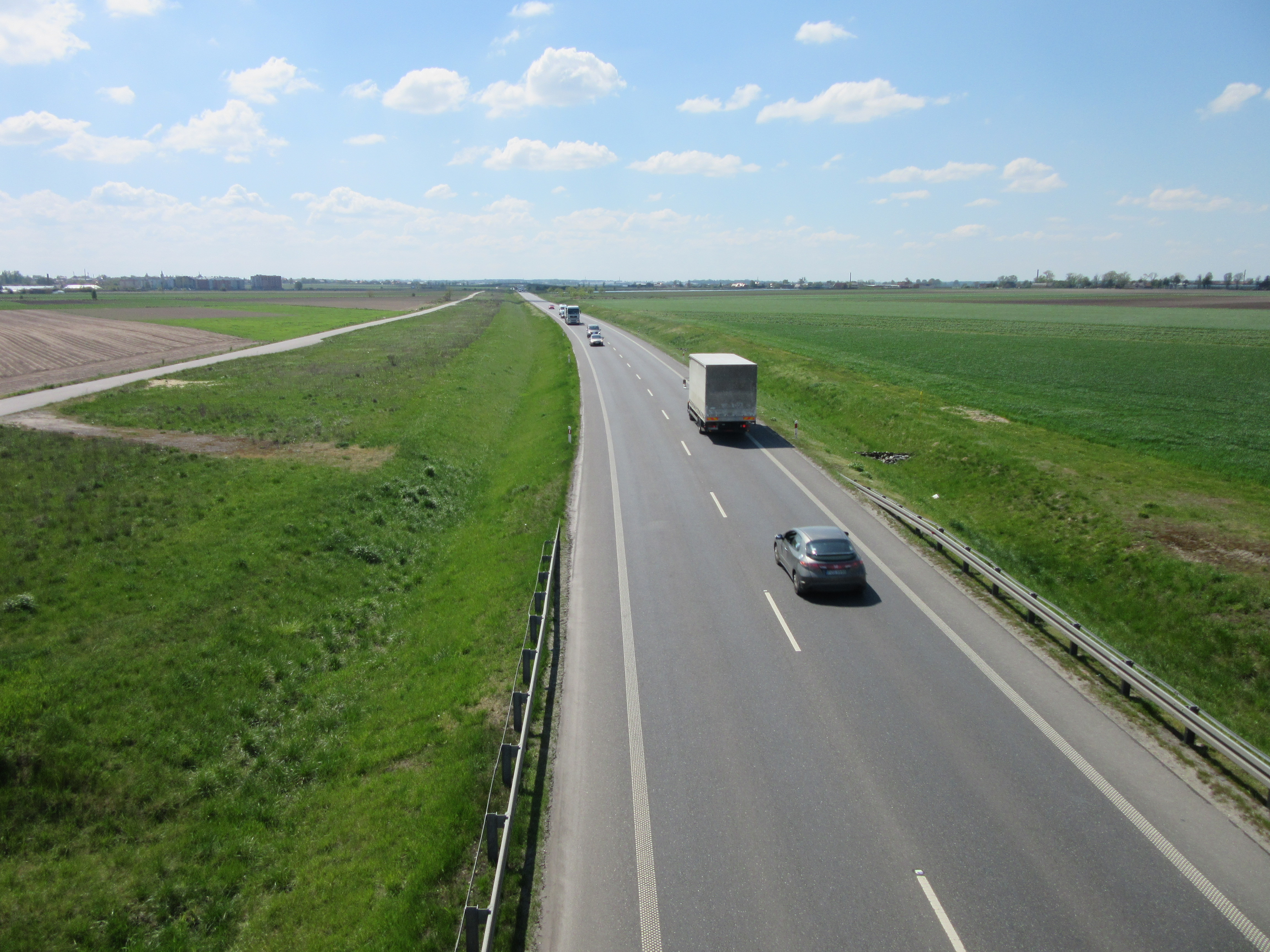
Obwodnica Nowych Skalmierzyc

### Transport drogowy

#### Droga krajowa
- 25 Bobolice – Bydgoszcz – Konin – Kalisz – Ostrów Wielkopolski – Oleśnica

#### Droga wojewódzka
- 450 Kalisz – Ołobok – Grabów nad Prosną – Opatów

### Transport kolejowy
- 14 Łódź Kaliska ↔ Kalisz ↔ Nowe Skalmierzyce ↔ Ociąż ↔ Ostrów Wielkopolski ↔ Tuplice

## Siedziba gminy
Gmina jest jedną z dwóch gmin miejsko-wiejskich w Polsce, której siedzibą nie jest miasto – siedziba gminy mieści się we wsi Skalmierzyce, nie w mieście Nowe Skalmierzyce, od 2023 roku drugą jest gmina Bodzanów z siedzibą we wsi Chodkowo i miastem Bodzanów (porównaj też z gminą Święta Katarzyna w latach 1997–2009 oraz z gminą Silnowo w latach 1993–1994). Jednakże Nowe Skalmierzyce były siedzibą gminy od 1 stycznia 1973 do 30 grudnia 1999 roku.

## Wyróżnienia
- „Przyjazna Gmina 2013” w konkursie Forum Biznesu Gazety Prawnej[18].
- „Euro–Gmina” (2015) – statuetka i certyfikat na III Ogólnopolskim Forum Gospodarczym w Warszawie[19].
- Ranking samorządów „Rzeczypospolitej” (2015, 2017, 2018) – miejsce w ogólnopolskim zestawieniu 100 najlepszych samorządów[20][21][22].
- „Samorządowy Lider Edukacji” (2016, 2017) – Ogólnopolski Program Certyfikacji Gmin, Powiatów i Samorządnych Województw[23][24].
- Ogólnopolski Ranking Zrównoważonego Rozwoju Jednostek Samorządu Terytorialnego (2017) – szóste miejsce w kategorii gmin miejsko-wiejskich[25].
- Nagroda w rankingu Dziennika Gazety Prawnej – „Aktywizacja sportowa dzieci i młodzieży” (2019)[26].

## Sąsiednie gminy
| Gmina                              | Powiat     | Województwo   |
| ---------------------------------- | ---------- | ------------- |
| Godziesze Wielkie                  | kaliski    | wielkopolskie |
| Gołuchów                           | pleszewski | wielkopolskie |
| Kalisz (miasto na prawach powiatu) |            | wielkopolskie |
| Ostrów Wielkopolski                | ostrowski  | wielkopolskie |
| Sieroszewice                       | ostrowski  | wielkopolskie |